# Challenge Cup 2010-2011 (pallavolo maschile)
La Coppa CEV di pallavolo maschile 2010-2011 è stata la 31ª edizione del terzo torneo pallavolistico europeo per squadre di club; è iniziata con la fase di qualificazione il 16 ottobre 2010, si è conclusa il 13 marzo 2011. Al torneo hanno partecipato 54 squadre e la vittoria finale è andata per la quarta volta alla Lube Macerata.

## Squadre partecipanti
| - Aich/Dob - Topvolley Antwerpen* - Dynamo Apeldoorn - Azerneft - Beauvais - Partizan - Nyborg - Jedinstvo Brčko - Tomis Costanza* - AZS Częstochowa - Unirea Dej - Orion - Anorthōsīs* - Gabrovo | - Chênois - Hartberg - Chemes Humenné - Kakanj* - Kamnik - Salonit Anhovo* - Kaposvár* - Karavas - Mladost Kaštela - Kecskeméti* - Krymsoda - İstanbul BB - Arkas - Lamia* | - Dukla Liberec - Losanna UC* - Lube - Pòrtol - Menen - Budaŭnik Minsk - Näfels - Omonia - Vojvodina* - Fakel - Ostrava* - ETTA* - Patrōn | - GO Volley - Raision Loimu* - Rottenburg - Perungan Pojat - Stella Rossa - Strassen - Gazprom-Jugra - Audentese* - Tampereen Isku - Maccabi Tel Aviv* - Studenti Tirana - HAOK Mladost* - Metallurg Zhlobin |

- * Provenienti dalla Coppa CEV

## Primo turno

### Squadre qualificate
| - Partizan - Nyborg - Gabrovo - Kamnik - Perungan Pojat - Metallurg Zhlobin |

## Secondo turno

### Squadre qualificate
| - Aich/Dob - Beauvais - AZS Częstochowa - Unirea Dej - İstanbul BB - Dukla Liberec - Lube - Menen | - Budaŭnik Minsk - Fakel - Patrōn - Rottenburg - Gazprom-Jugra - Tampereen Isku - Metallurg Zhlobin |

## Sedicesimi di finale

### Squadre qualificate
| - Aich/Dob - Beauvais - Unirea Dej - İstanbul BB - Arkas - Lube - Menen - Budaŭnik Minsk | - Vojvodina - Fakel - Patrōn - Rottenburg - Gazprom-Jugra - Audentese - Maccabi Tel Aviv - Metallurg Zhlobin |

## Ottavi di finale

### Squadre qualificate
| - Aich/Dob - Arkas - Lube - Menen - Fakel - Patrōn - Gazprom-Jugra - Audentese |

## Quarti di finale

### Squadre qualificate
| - Aich/Dob - Arkas - Lube - Patrōn |

## Semifinale

### Squadre qualificate
- Arkas[11]
- Lube

## Finale

### Squadra campione
- Lube